# Phalaropus lobatus
El falaropo picofino(ver otros nombres) (Phalaropus lobatus) es una especie de ave caradriforme perteneciente a la familia de las escolopácidas. Son aves limícolas de pequeño tamaño que a diferencia del resto de escolopácidos capturan su alimento mientras nadan sobre la superficie del agua, impulsándose con sus pies semipalmeados. Se alimenta de pequeños crustáceos, insectos, y larvas pero durante el invierno su dieta se compone casi exclusivamente de diversas especies de zooplancton. 
Al igual que las otras dos especies del género Phalaropus, presentan un dimorfismo sexual inverso; las hembras son más vistosas y adoptan algunos de los roles de cortejo y reproductivos típicos de los machos, siendo estos los encargados de incubar la puesta. Se reproduce durante el verano boreal en las regiones árticas y subárticas de América del Norte, Asia y Europa; generalmente entre los 60° y 70° de latitud, en una franja que rodea al hemisferio norte desde el sur de las islas Aleutianas hasta el extremo septentrional de las islas británicas. Son aves migratorias y al finalizar su periodo reproductor inicia una larga migración hacia las costas de los mares cálidos situados a lo largo de la región intertropical, siguiendo rutas que en algunos casos les llevan a recorrer más de 20 000 km al año.
Su población se estima entre los 3 600 000 y los 4 500 000 ejemplares, más de la mitad de los cuales (unos 2 500 000) se reproducen en Alaska, Canadá y el sur de Groenlandia. Su estado de conservación se ha catalogado como de preocupación menor.

## Distribución y migración
El falaropo picofino está presente a lo largo del año en todos los continentes del globo, a excepción de en la Antártida.
Se trata de una especie migratoria que se reproduce en las regiones árticas y subárticas del norte de Europa, Asia y América; en Alaska, Canadá, Groenlandia, Islandia, Gran Bretaña, Noruega, Suecia, Finlandia y Rusia.
Establece sus áreas de cría cerca del litoral costero y en zonas del interior, pero siempre en entornos húmedos de agua dulce, con lagunas, praderas inundadas o en las proximidades de cursos de agua.

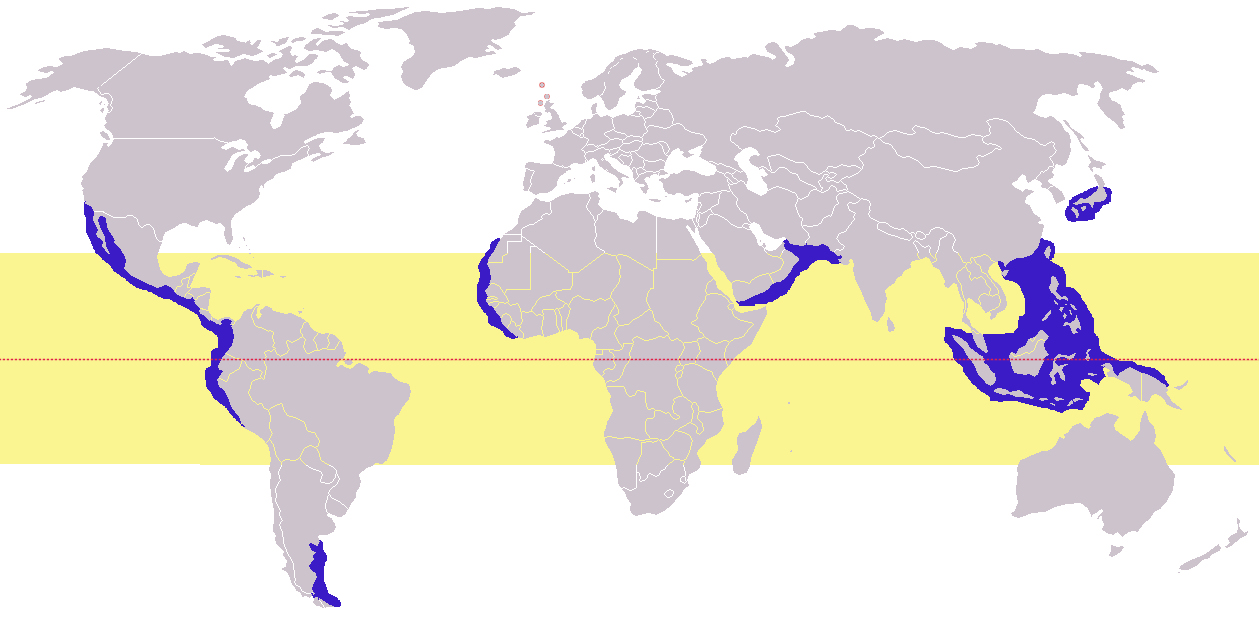
Área intertropical y zonas de invernada.

Invernan en alta mar, a lo largo de la franja intertropical, aunque durante este periodo pueden avistarse ejemplares en cualquier océano al sur del trópico de Cáncer, llegando incluso hasta las costas patagónicas de América del Sur.
El grueso de la migración invernal se dirige hacia cuatro zonas en las que se concentran la mayor cantidad de ejemplares: 
- En el océano Pacífico, frente a las costas de Ecuador y Perú.
- En el borde litoral este de América Central.
- En el mar de Arabia, al noroeste del océano Índico.
- En los mares de Andamán y Timor, al noreste del océano Índico.[7]

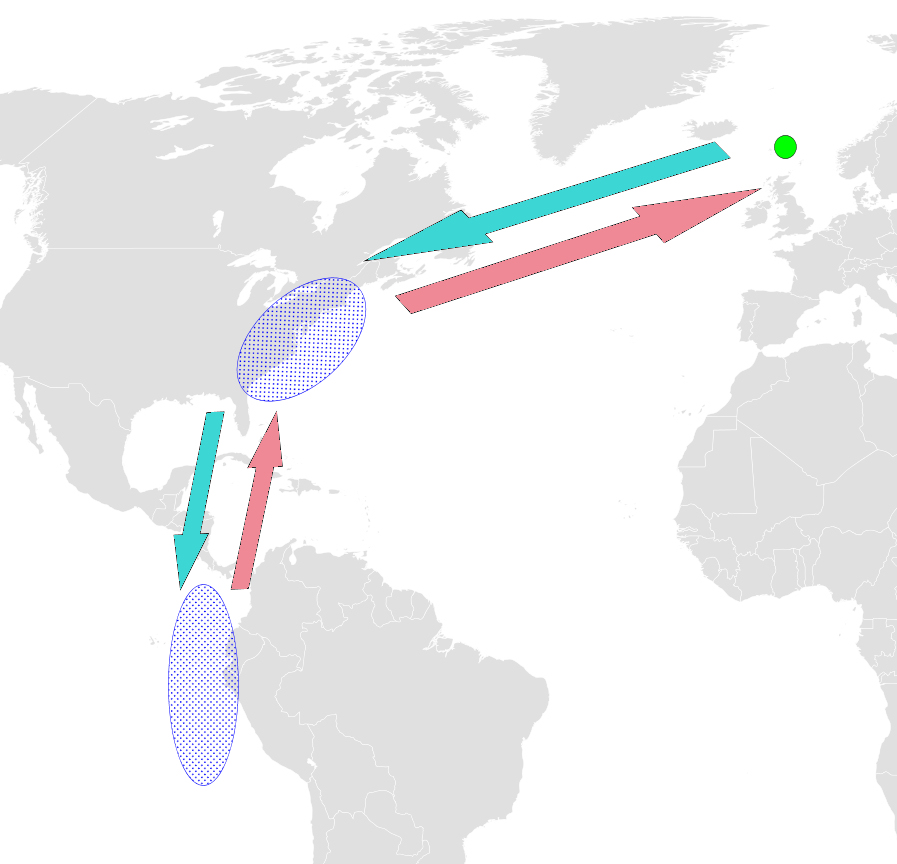
Ruta migratoria de los falaropos de las islas Shetland

Hasta el año 2012 se sabía que muchos falaropos de Norteamérica pasaban el invierno en el sudeste del océano Pacífico; asimismo, se creía que las poblaciones europeas de falaropos pasaban el invierno en la costa occidental de África o en el mar Arábigo, pero se conocían muy pocos detalles del recorrido y longitud de las rutas migratorias. Los métodos tradicionales de seguimiento de aves mediante colocación de anillas en ejemplares juveniles pueden aportar información acerca del retorno de ejemplares tras la migración invernal, así como una aproximación estadística sobre su tasa de supervivencia, pero son completamente inútiles a la hora de establecer con precisión el tránsito completo de los ejemplares que realizan una migración oceánica.
En junio de 2012 la Royal Society for the Protection of Birds (RSPB) y el Instituto Ornitológico Suizo pusieron en marcha un programa, dirigido por los ornitólogos Malcolm Smith, Mark Bolton y Pete Ellis (entre otros), para trazar con exactitud el itinerario migratorio de esta especie, colocando unos geolocalizadores de apenas 0,6 g de peso en diez ejemplares juveniles capturados en las islas Shetland durante la temporada de cría de ese año, que permitieron trazar por fin con precisión el recorrido exacto y completo de su viaje migratorio. El estudio reveló que los falaropos picofinos nacidos en las Shetland habían iniciado su migración por etapas a finales del mes de julio de 2012, con una primera parada de varias semanas en un área de descanso y sedimentación frente al litoral este de los Estados Unidos. Desde allí continuaron hacia el sur hasta llegar, durante el mes de octubre, a su lugar de invernada definitivo en las costas del Pacífico de Ecuador y Bolivia. El viaje de retorno siguió la misma ruta en sentido inverso y con la misma escala en la costa atlántica de Estados Unidos, lo que supone un desplazamiento total de más de 25 000 km.
Estudios similares realizados durante los años 2013 y 2014 con los falaropos de la Reserva Natural de Vindelfjällen (Suecia), establecieron que su ruta migratoria cruza Europa en dirección al mar Negro y Caspio y desde allí continúa en dirección sur hasta el mar Arábigo, con un longitud total de más de 14 000 kilómetros.

## Taxonomía

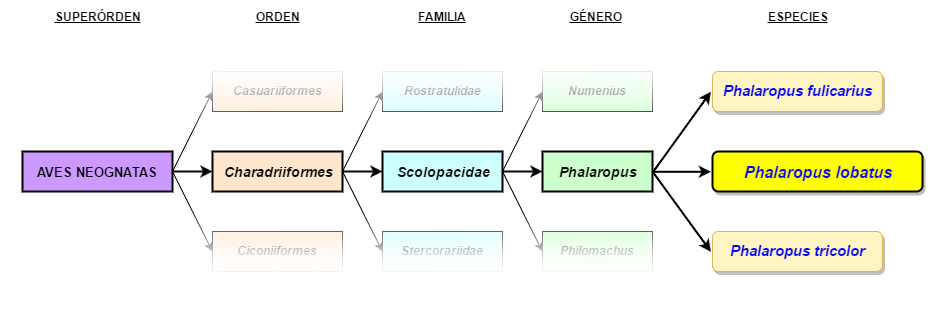
Género Phalaropus

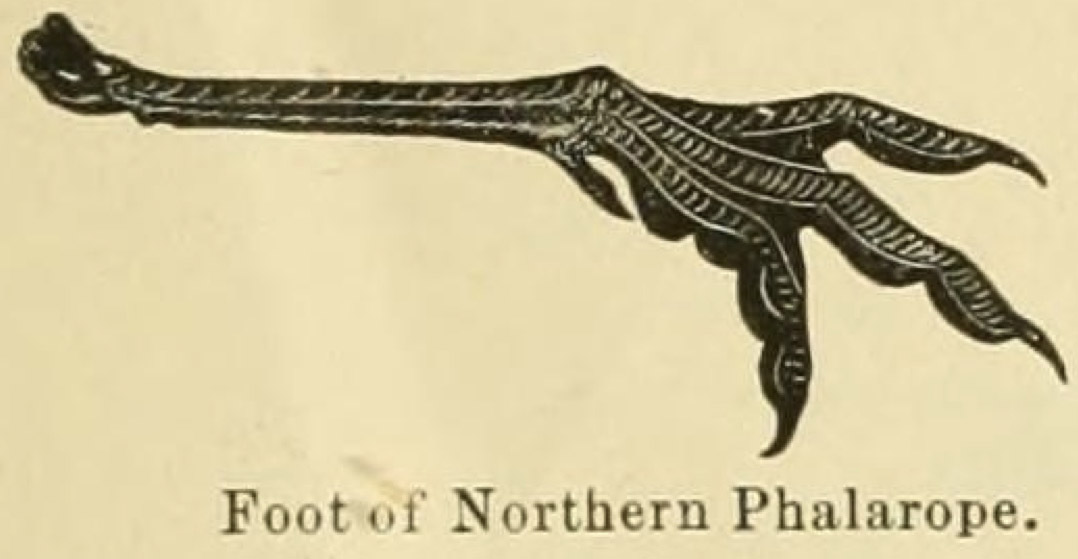

El falaropo picofino es un ave neognata del orden Charadriiformes, que se encuadra en la familia Scolopacidae, en la que constituye el género Phalaropus junto con otras dos especies: el falaropo picogrueso (Phalaropus fulicarius) y el falaropo de Wilson o falaropo tricolor (Phalaropus tricolor).
Fue descrita de forma científica por primera vez en 1758 por Carlos Linneo, en su obra Systema naturæ, con el nombre de Tringa tobata (sic). En 1760 se reclasificó en el género Phalaropus, creado por el zoólogo francés Mathurin Jacques Brisson, cuyo nombre proviene de la unión de las palabras griegas phalaris ('focha') y pous ('pies'), «pies de focha», en referencia a la similitud de los pies de las tres especies de falaropos con los de las aves del género Fulica. El término lobatus (lobulado) hace referencia a la forma de los dedos del pie del falaropo picofino.

## Morfología

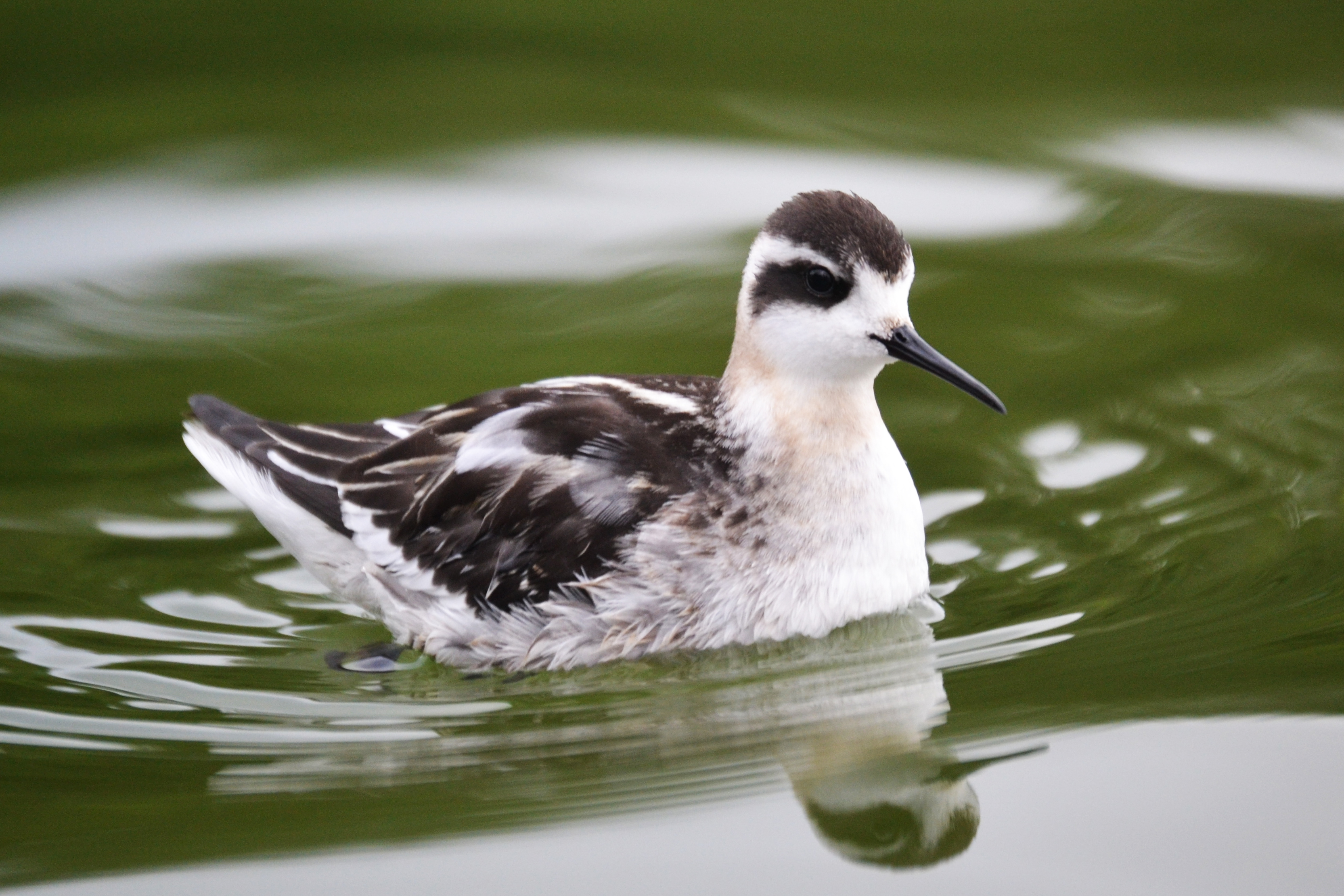
Plumaje de invierno

Es la de menor tamaño de las tres especies de falaropos. Mide unos 18 cm de longitud, pesa entre 20 y 48 g y tiene una envergadura alar de 30-34 cm, siendo la hembra ligeramente más grande que el macho. Su pico, totalmente negro, es fino y puntiagudo; el iris es marrón rojizo muy oscuro y el anillo ocular es negro durante todo el año; las patas son de color gris oscuro en los ejemplares adultos y rosa azulado en los jóvenes. Posee un denso plumaje en su zona ventral, el cual le permite atrapar una gran cantidad de aire que actúa como una capa impermeabilizante y le proporciona una gran flotabilidad, a la vez que le imposibilita para sumergirse.

### Plumaje invernal

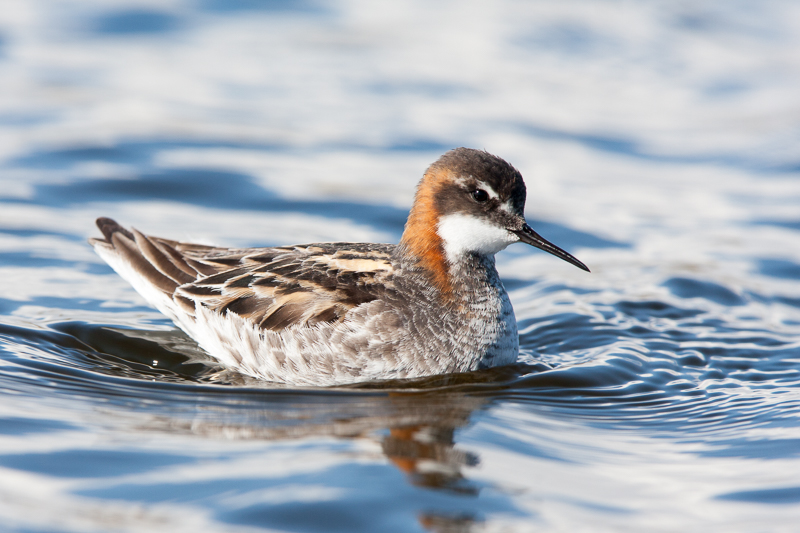
Macho en plumaje nupcial

Durante la época invernal ambos sexos poseen un plumaje similar y poco llamativo, con la cabeza, cuello, pecho y vientre de color blanco o blanco levemente grisáceo; el plumaje de color gris ceniza, con los bordes de las plumas coberteras secundarias y escapulares ribeteados en blanco. Las alas están cruzadas por una franja blanca que es muy visible en vuelo y que también mantienen durante el verano. En la cabeza poseen una mancha negra que abarca desde el píleo hasta la nuca y un parche ocular alargado, también de color negro, que se extiende hacia atrás, trazando una ligera curva en dirección a los laterales del cuello. Los avistamientos de ejemplares con este plumaje en territorio europeo son sumamente escasos.

### Plumaje nupcial

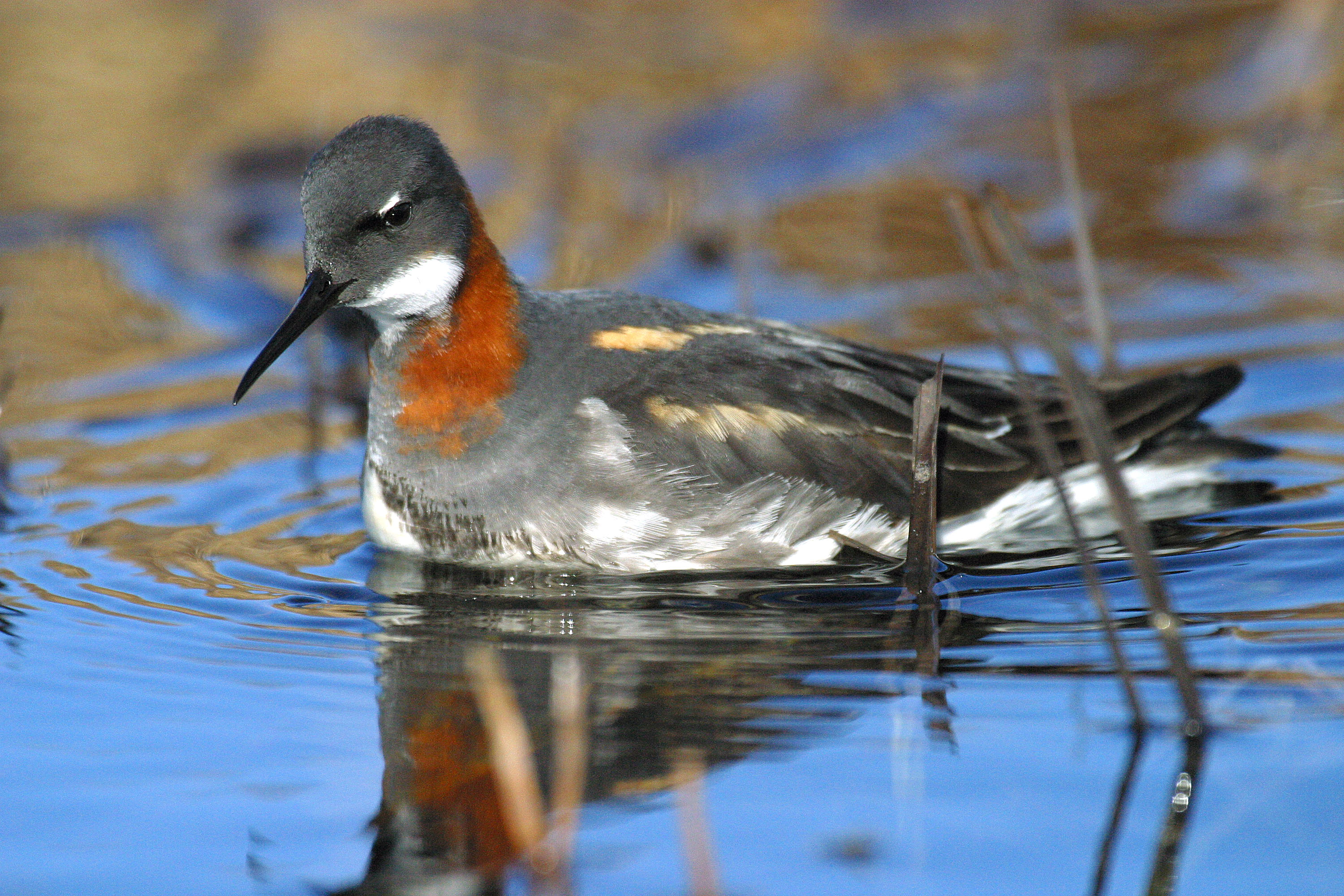
Hembra en plumaje nupcial

El plumaje de las hembras durante el periodo de cría es de un colorido mucho más intenso que el de los machos, presenta la cabeza, cuello y laterales del pecho de color gris oscuro, con una pequeña mancha superciliar de color blanco. Posee una mancha, también de color blanco, en la garganta bajo la base del pico, bordeada por debajo por otra más amplia, de color marrón rojizo, y que cubre los laterales del cuello; el manto es gris oscuro con dos franjas longitudinales de color amarillento y los bordes de las coberteras están ribeteados en marrón amarillento.
El plumaje nupcial del macho es más discreto y de tonos más pálidos: su cabeza es de color gris, de un tono más claro que la de la hembra y que va aclarándose a medida que desciende por el cuello y pecho, hasta volverse totalmente blanco en el vientre. Al igual que la hembra posee una mancha blanca sobre el ojo y también en la garganta, pero la franja que la bordea por debajo es de un marrón rojizo menos intenso que la de la hembra. A menudo lucen unas pequeñas y poco definidas manchas blancas delante de los ojos. Su manto es gris oscuro, con manchas de color marrón pálido.

### Voz
Normalmente silencioso, durante la época reproductora la hembra despliega una danza nupcial para atraer a los machos que incluye vocalizaciones monosilábicas y un zumbido que ejecuta con las alas.

### Especies similares
Por su comportamiento único y característico plumaje es muy difícil de confundir con cualquier otro limícola durante la época reproductora. En el periodo migratorio e invernal su aspecto es semejante al del falaropo picogrueso (Phalaropus fulicaria), que luce un plumaje básico muy parecido pero que posee un pico más grueso y menos puntiagudo que el de P. lobatus.
Otras especies similares en plumaje invernal y que comparten rutas migratorias con el falaropo picofino son el correlimos común (Calidris alpina), de tamaño similar, pico ligeramente curvado hacia abajo y manto, cabeza y cuello de color pardo; el correlimos zarapitín (Calidris ferruginea), de mayor tamaño, con plumaje similar al de C. alpina pero con patas y pico de mayor longitud y el correlimos tridáctilo (Calidris alba), del que se diferencia fácilmente por tener este la cabeza totalmente blanca.

## Alimentación
Durante la época de cría la alimentación del falaropo picofino se basa en las larvas de insectos de agua dulce, principalmente mosquitos. También consumen tricópteros, hormigas, anélidos y gusanos poliquetos , ocasionalmente, semillas. En los meses de invernada en aguas oceánicas se nutren exclusivamente de zooplancton en áreas en las que las corrientes marinas lo hacen emerger a la superficie, principalmente copédpodos del orden Calanoida y Euphausiacea (kril), así como pequeños peces y medusas, que capturan solo ocasionalmente.
Al contrario que la mayoría de limícolas, las tres especies del género Phalaropus se alimentan casi exclusivamente mientras nadan sobre la superficie del agua, utilizando una técnica de captura única entre las aves consistente en nadar trazando círculos cerrados para crear remolinos que hagan aflorar el alimento a la superficie desde una profundidad de hasta 50 cm, momento en el que es capturado mediante rápidos movimientos del pico y transportado a la boca aprovechando la tensión superficial del agua.

## Comportamiento y ecología

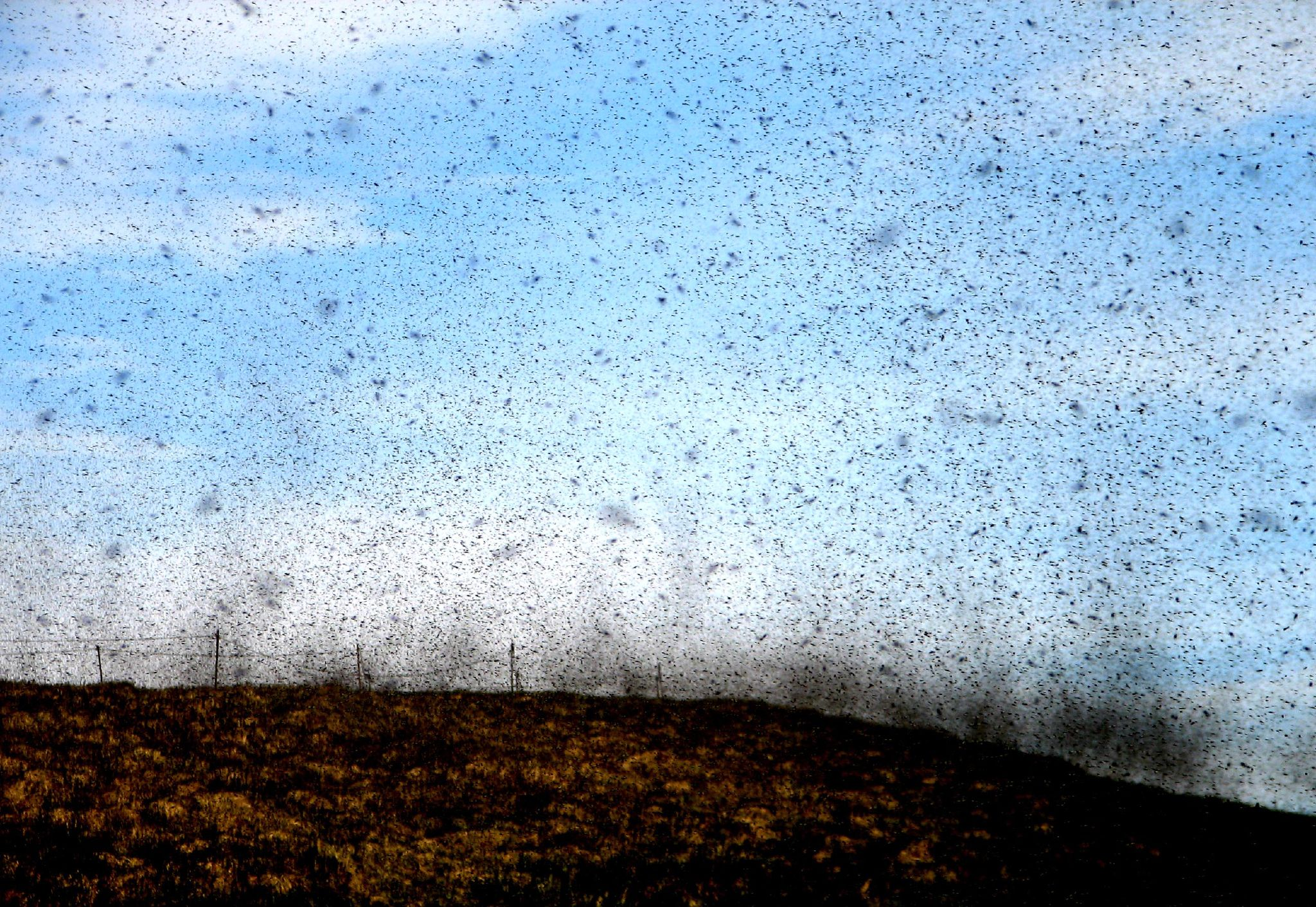
Nube de dípteros en el lago Myvatn.

El rasgo más distintivo de los falaropos picofinos, así como de las otras dos especies de falaropos, es su dimorfismo sexual inverso, que se caracteriza por la diferencia de sus plumajes nupciales y por su infrecuente método de emparejamiento, en el que muchos de los roles sexuales están invertidos, recayendo sobre los ejemplares machos las tareas de incubación de los huevos y cuidado de los pollos hasta su emancipación.
Este peculiar y poco habitual comportamiento se da también en algunas otras aves del orden Charadriiformes, como en las de la familia Turnicidae o Jacanidae. 
Según el estudio de los biólogos Owens y Hartley, el dimorfismo sexual en las aves en lo que se refiere a la diferente coloración del plumaje, está íntimamente relacionado con el comportamiento reproductor, el cuidado de la prole y la selección natural, primando las características crípticas en aquellos individuos encargados de la incubación de la puesta y cuidado de los pollos.
Durante el periodo reproductor son aves generalmente solitarias y poco territoriales, salvo para defender su nido o a su compañero. Durante el tránsito migratorio y la época de invernada su comportamiento se torna tremendamente gregario.
Las poblaciones de falaropos juegan un papel fundamental en el ecosistema ártico como depredadores de los dípteros, así como de sus larvas, que eclosionan en las lagunas y charcas de la tundra ártica durante su breve verano. El lago Myvatn (Islandia) y su sistema hídrico anejo es un importante lugar de cría para el falaropo picofino, tanto por las favorables condiciones climáticas del lugar como por la extraordinaria abundancia de presas durante los momentos más críticos de la fase reproductiva. Se calcula que en el lago existen 100 000 larvas de la especie Chironnomidae islandicus por metro cuadrado, que constituyen la base alimenticia de los falaropos picofinos y de otras muchas especies que se reproducen en esa zona.

## Reproducción

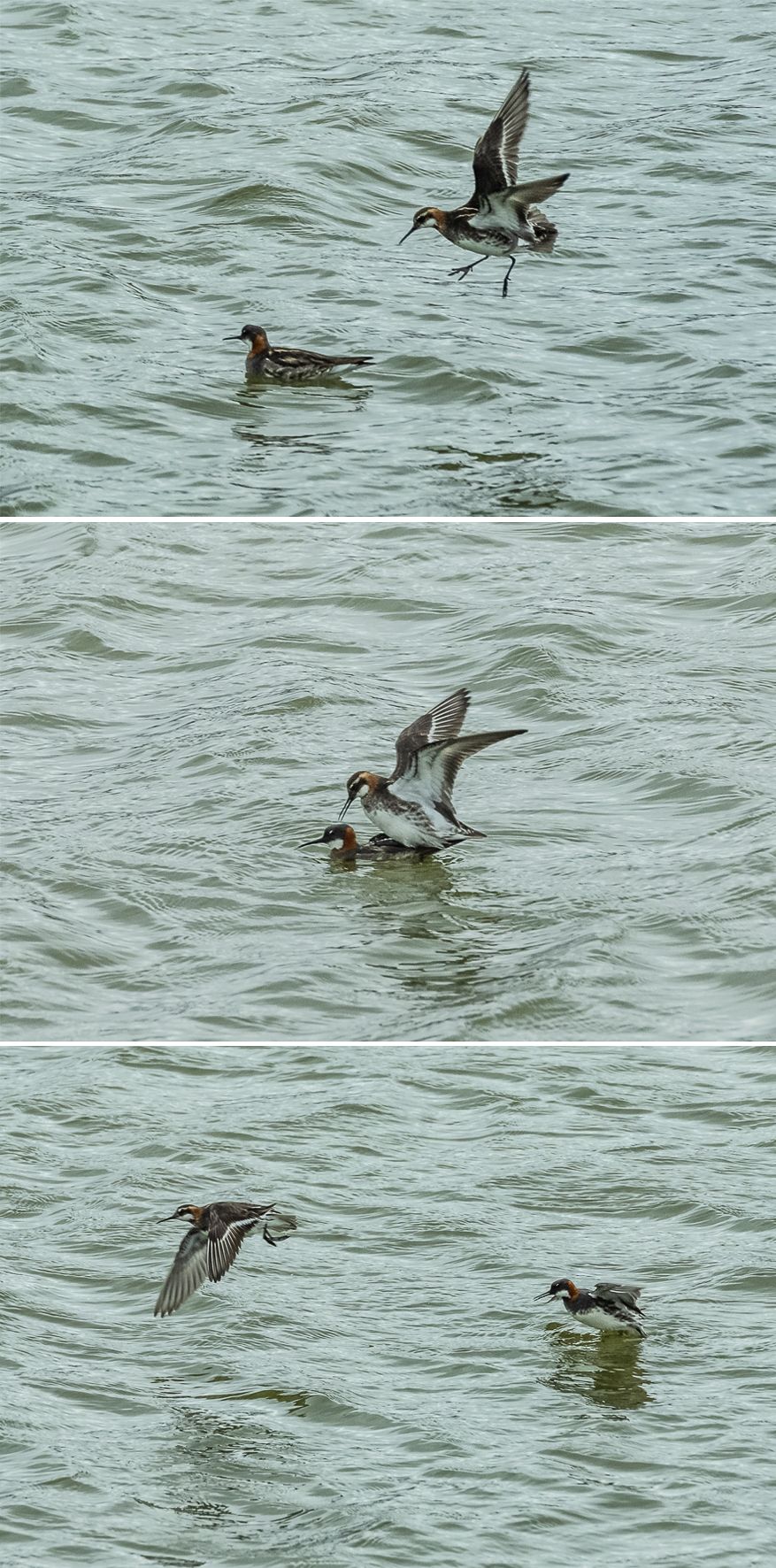
Cópula

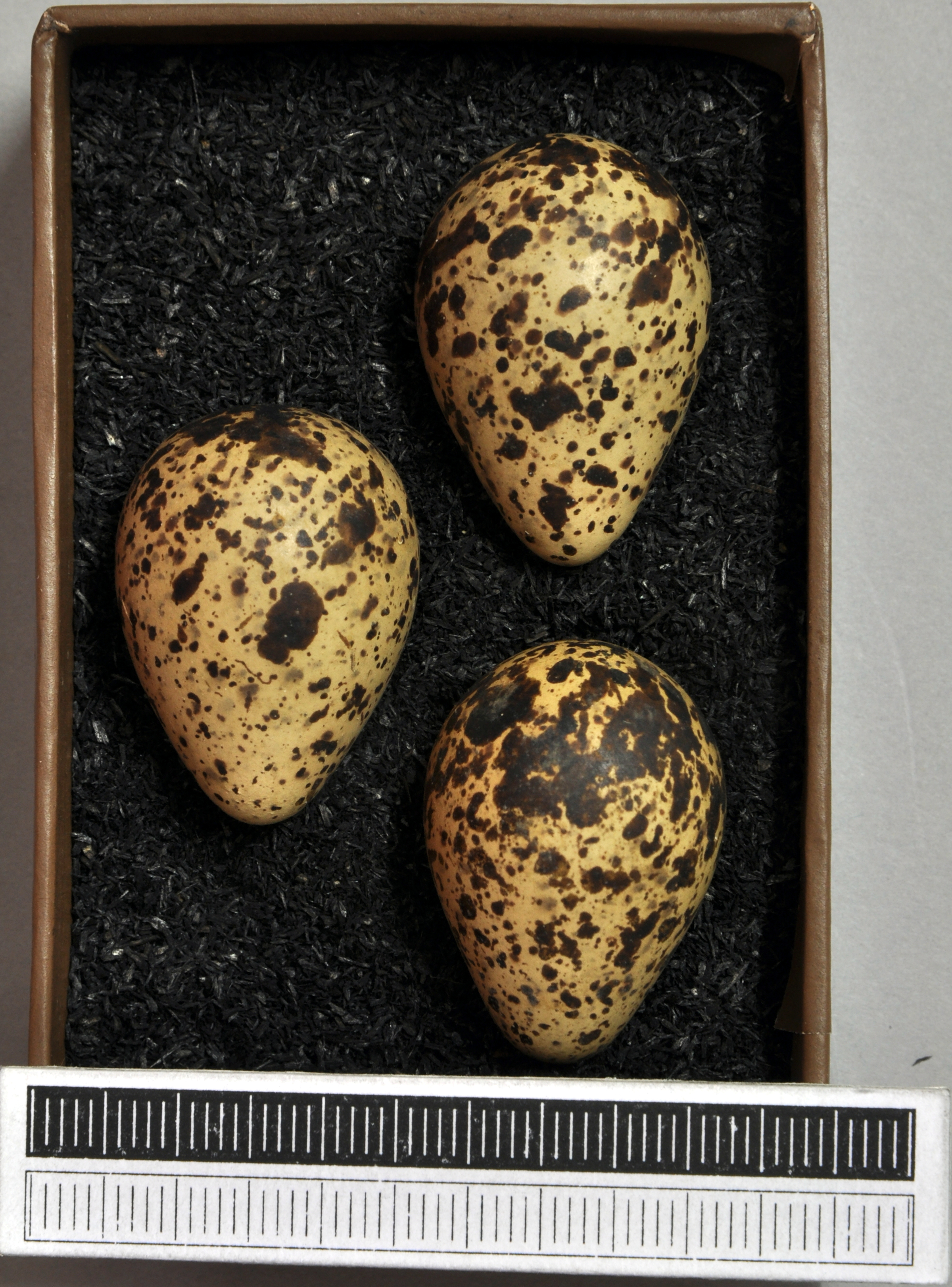
Huevos de falaropo

Los falaropos picofinos se reproducen en las zonas árticas y subárticas de todo el hemisferio norte, en torno a charcas, lagunas y lagos someros de agua dulce o pequeños cursos de agua poco caudalosos. La llegada de los primeros ejemplares a los territorios de cría se produce a lo largo de la segunda quincena del mes de mayo, con su máximo durante la última semana de ese mes y la primera semana de junio. La formación de las parejas reproductoras ocurre habitualmente durante el tránsito migratorio y aquellos ejemplares que no han logrado emparejarse durante la migración, lo consiguen a los pocos días de su llegada a la zona de cría.
Las hembras de falaropo picofino son las encargadas de seleccionar los lugares adecuados para establecer el nido y las que cortejan y luchan por atraer a los machos. Una vez que la hembra ha logrado captar la atención de un macho, ambos se dirigen al agua para copular, comenzando inmediatamente la construcción de un nido que consiste en un simple hoyo en el suelo, forrado con tallos de hierba, musgo y líquenes y situado muy cerca del agua, con clara preferencia por las zonas con juncos o hierba de mediana altura frente a otras con arbustos o vegetación muy tupida.

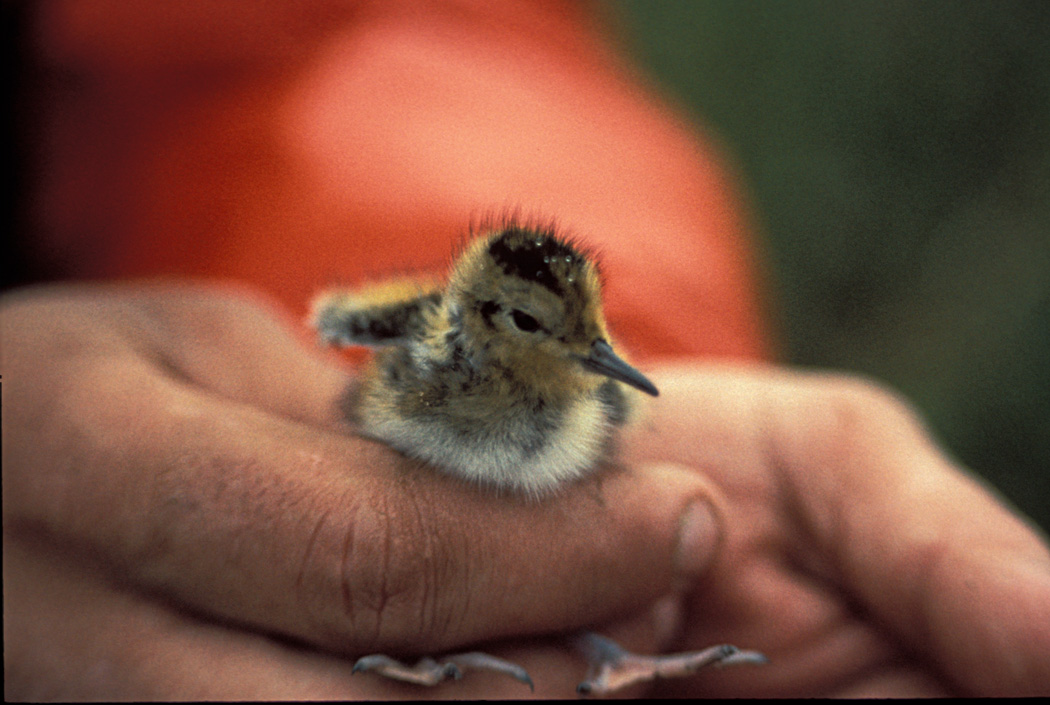
Polluelo con pocos días de vida

Las hembras son poliándricas y con frecuencia intentarán atraer otros machos y asentar otros nidos tan pronto como hayan finalizado la puesta anterior. A menudo los huevos de un mismo nido han sido fecundados por dos o más machos distintos. En caso de depredación del nido, los machos pueden volver a emparejarse con la misma u otra hembra para intentar sacar adelante la nidada por segunda vez. A menudo, la hembra comienza su migración inmediatamente tras finalizar la puesta.
La puesta consiste en cuatro huevos (a veces solo tres) de color verde oliva a marrón claro, con abundantes manchas irregulares de color marrón oscuro y de 12 mm de anchura por 39 mm de longitud. Son incubados exclusivamente por el macho, que desarrolla dos parches de incubación en el vientre para facilitar la transferencia de calor. A los 17-21 días del inicio de la incubación los huevos comienzan a eclosionar en días sucesivos. Las crías son nidífugas, abandonan el nido a las pocas horas de haber roto el cascarón y aunque son capaces de desplazarse y buscar alimento por sí solas desde el primer momento, permanecerán bajo la custodia y protección del macho durante otros 18-22 días hasta su emancipación definitiva. Los polluelos retornarán al año siguiente al mismo territorio de cría como adultos reproductores.
Su esperanza de vida es de cinco años, con un máximo de nueve.

## Estado de conservación
Se estima que el número de ejemplares de esta especie se halla entre los 3 600 000 y los 4 500 000 individuos. La tendencia es decreciente como consecuencia de diversos factores, entre los que se halla la contaminación industrial —en las regiones árticas— y los pesticidas agrícolas, la pesca intensiva, y los vertidos de petróleo. Diversos estudios parecen indicar que los Phalaropus lobatus son especialmente sensibles a las variaciones en el hábitat de sus áreas de cría y que estos cambios traen aparejados un descenso en la tasa de reproducción de la especie. Algunos estudios citan el incremento de las poblaciones de ánsar nival (Chen caerulescens) en Canadá y el consiguiente sobrepastoreo en las praderas subárticas como una de las causas probables del descenso del número de parejas reproductoras.

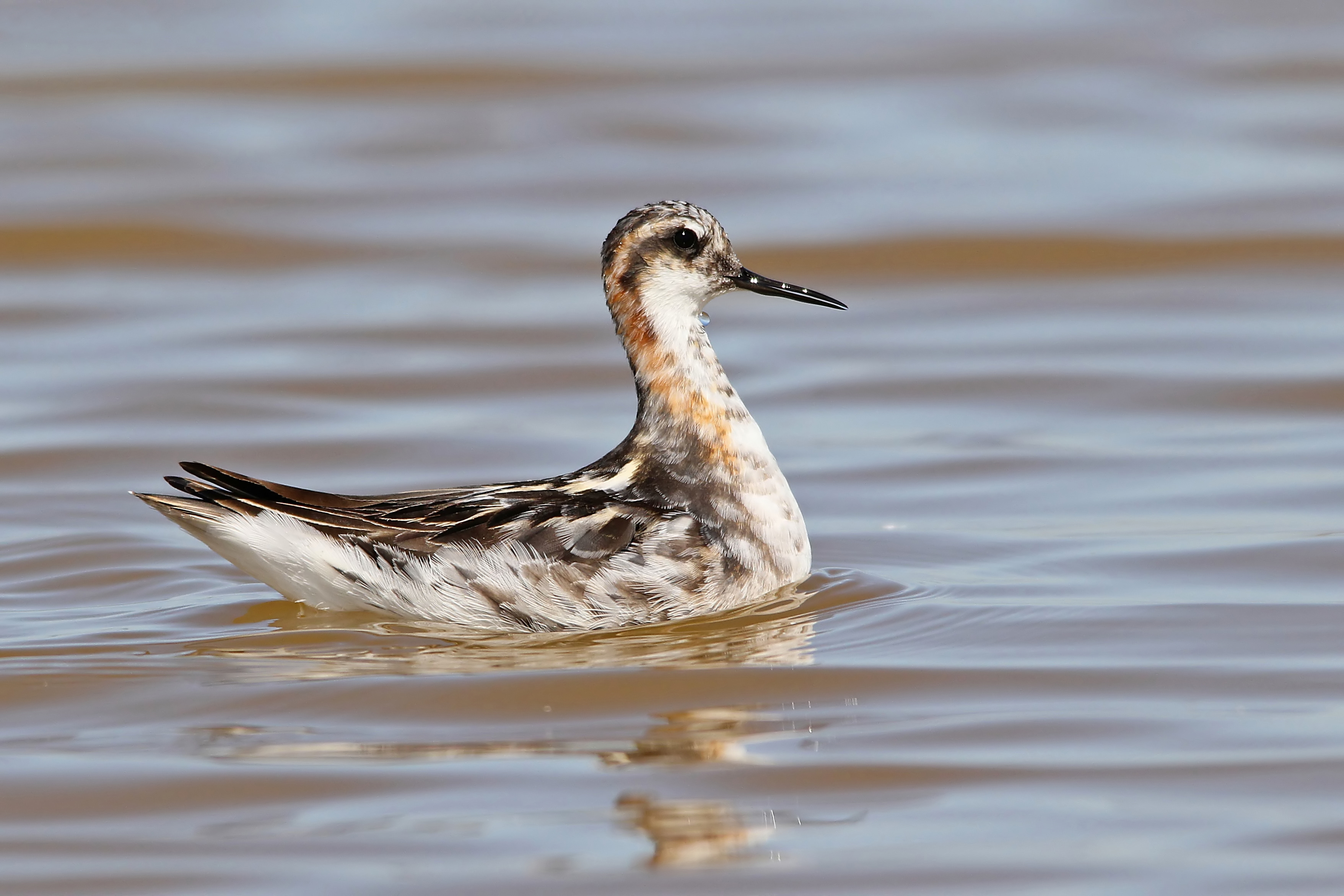
Macho de falaropo en plumaje de transición.

 Por el contrario, la paulatina disminución de la actividad ganadera en el norte de las islas británicas también se relaciona con la progresiva disminución de la población estival de falaropo picofino. El cese del pastoreo ha ocasionado en este caso la proliferación y crecimiento descontrolado de la vegetación que ha invadido y colmatado las charcas y lagunas utilizadas por los falaropos para asentar sus nidos. La restauración de esas charcas y la reintroducción del ganado ovino en la isla Fetlar del archipiélago de las Shetland ha tenido un efecto beneficioso inmediato en la recuperación de la población de falaropos.
El saqueo de sus nidos está prohibido en Gran Bretaña desde 1954 por la Protection of Birds Act. En Estados Unidos está protegida por la Migratory Bird Treaty Act y en Canadá por la Migratory Birds Convention 
Act.
Su estado de conservación se ha catalogado como de preocupación menor.

## Otros nombres
Al tratarse de un ave con tan amplia distribución geográfica ha recibido multitud de nombres locales. En la siguiente tabla se recogen los más significativos. 

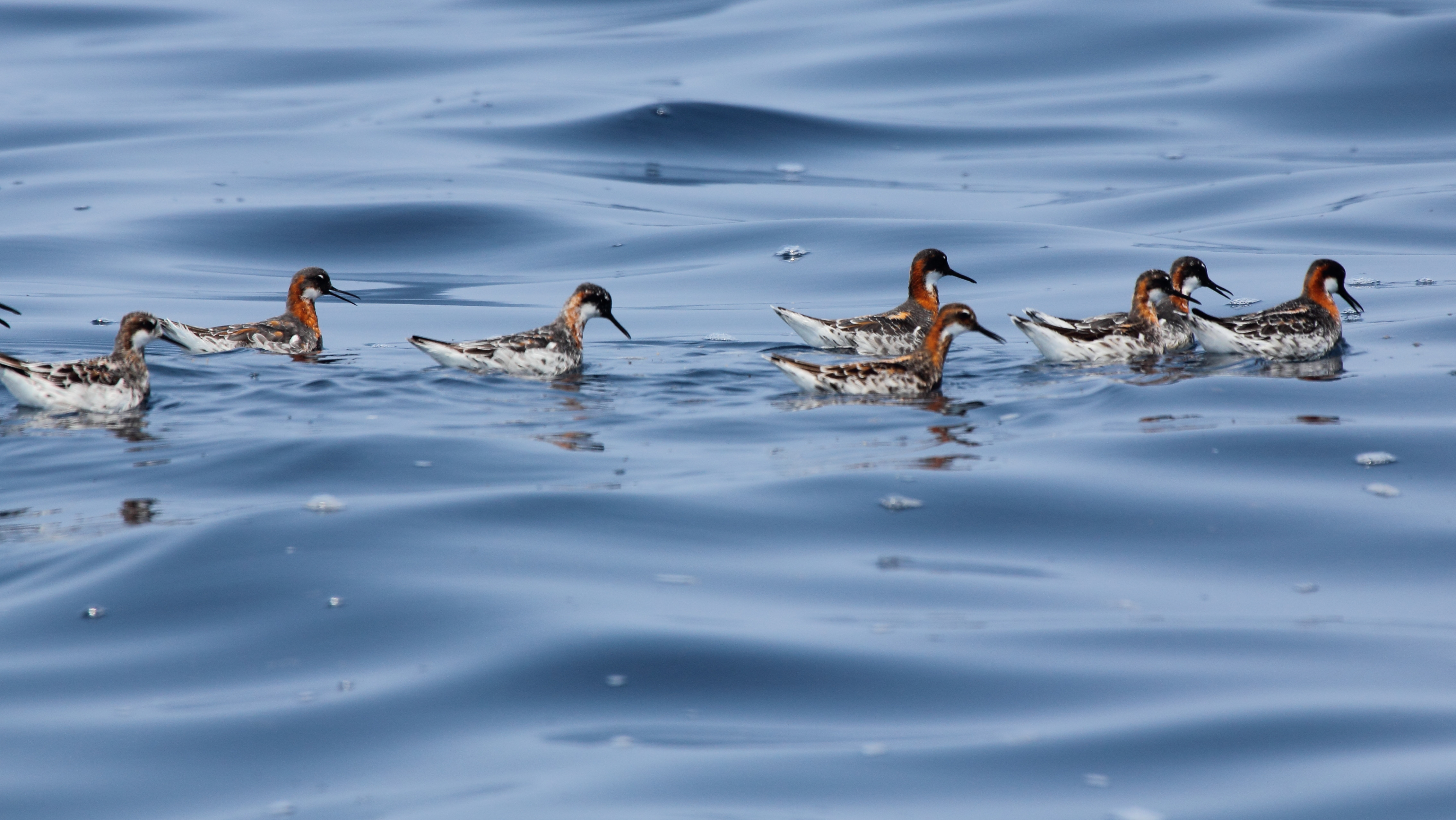
Variaciones de plumaje durante el tránsito migratorio (Puerto Quetzal, Guatemala).

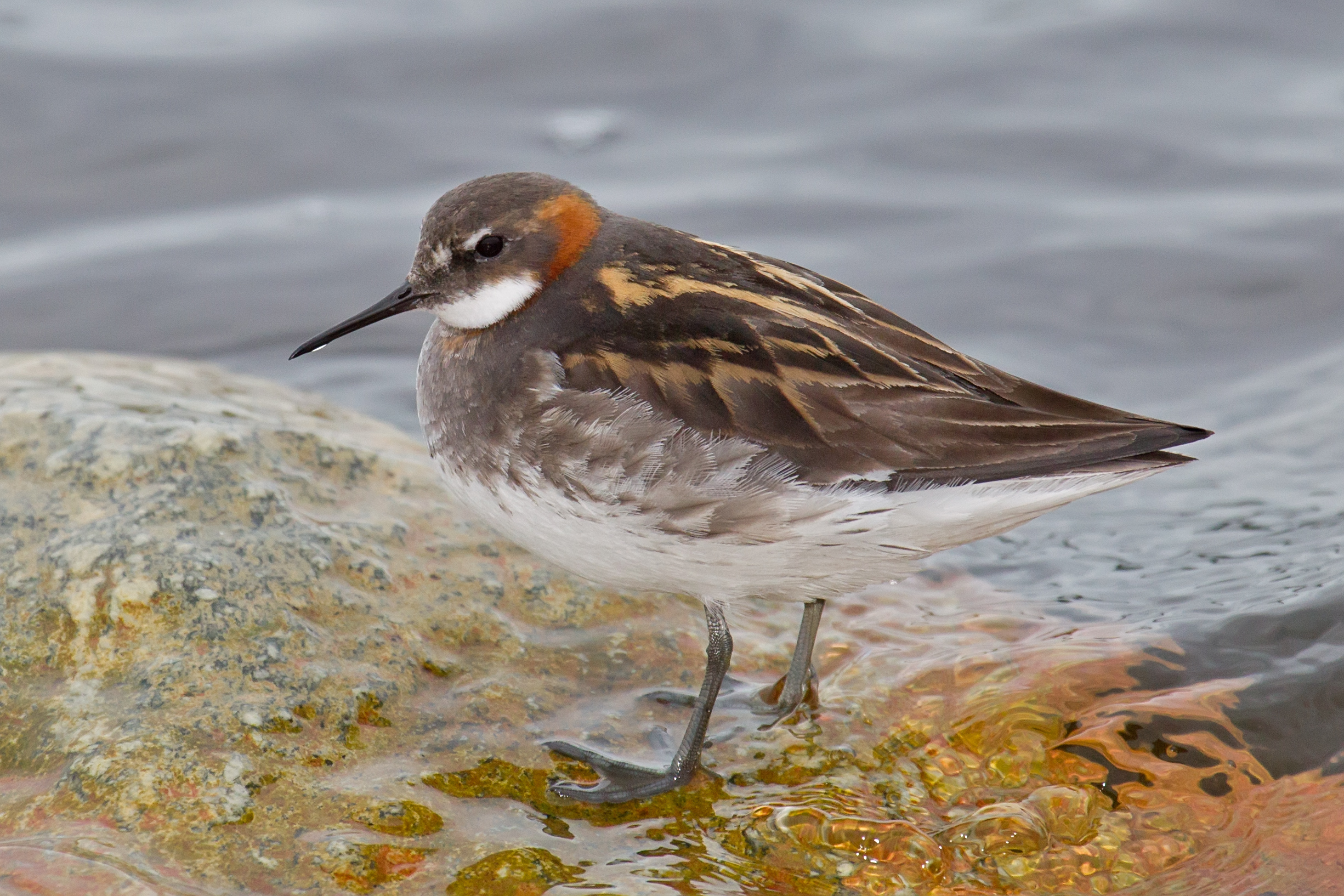
Hembra en plumaje nupcial (nótense los pies semipalmeados)

| País/Idioma          | Nombre                                                                               |
| -------------------- | ------------------------------------------------------------------------------------ |
| Alemán               | Odinshuhnchen, odinshühnchen, odinswassertreter                                      |
| Asturiano            | Falaropu picofinu, mazaricu picunidiu                                                |
| Catalán              | Escuraflascons, escuraflascons bec-fi, escuraflascons becfí                          |
| Inglés               | Hyperborean phalarope, northern phalarope, rednecked phalarope, red-necked phalarope |
| Argentina            | Falaropo pico fino, faloropo pico fino                                               |
| Chile                | Pollito de mar boreal                                                                |
| Colombia             | Falaropo cuellirrojo                                                                 |
| Costa Rica           | Falaropo picofino                                                                    |
| República Dominicana | Falaropo de cuello rojo                                                              |
| Honduras             | Falaropa cuelliroja                                                                  |
| México               | Falárapo cuellirrojo, falaropo cuello rojo, falaropo cuello-rojo                     |
| Nicaragua            | Falaropo cuellirrojo                                                                 |
| Perú                 | Faláropo de pico fino                                                                |
| Paraguay             | Falaropo cuello rojo                                                                 |
| Euskera              | Mendebal-txori mokomehe, mendebal-txori mokomehea                                    |
| Gallego              | Falaropo bicofino                                                                    |
| Francés              | Petit phalarope, phalarope à bec mince, phalarope hyperboré, phalarope hyperboréen   |
| Guaraní              | Chululu                                                                              |